# Tommaso Conca
Tommaso Conca, auch Tommaso Maria Conca, (* 22. Dezember 1734 in Gaeta; † 13. Dezember 1822 in Rom) war ein italienischer Maler an der Schwelle vom Spätbarock hin zum Römischen Klassizismus.

## Leben
Seine Ausbildung erhielt er von seinem Onkel Sebastiano Conca, der wie er aus Gaeta stammte. Zunächst eiferte Tommaso seinem Onkel nach, setzte sich dann aber mit der Kunst der Carracci auseinander.
Wohl schon in der „Academia del Nudo“ seines Onkels begegnete er Anton Raphael Mengs, dem bedeutenden Erneuerer der Kunst und klassizistischen Maler, der sich ab 1748 dauerhaft in Rom niedergelassen hatte und über die Freundschaft zum Archäologen Johann Joachim Winckelmann mit dessen Antikenrezeption zu einer völlig neuen Kunstauffassung kam. Diesem stilistischen Weg folgte Tommaso Conca im Wesentlichen und schuf eine Reihe von Fresken und Tafelbilder, die insbesondere gegen Ende des 18. Jahrhunderts den klassizistischen Einfluss verraten.
Von 1780 bis 1786 war er vorwiegend mit der Ausmalung des Casinos in der Villa Borghese (Rom) beschäftigt. 1786 malte er im Museo Pio–Clementino die Decke des Musensaales.
1789 folgte der Auftrag, die Kuppel und die Seitengewölbe der Kathedrale von Città di Castello mit Fresken zu versehen.
1811 war er an der Ausmalung des Quirinalpalastes für Napoleon I. beteiligt.

## Werk
- Villa Borghese (Rom) (Ägyptisches Zimmer): 8 Friesbilder um Antonius und Kleopatra und Deckenfresko: Zyklus um Cybele (1780)
- Villa Borghese, Rom (Silenenzimmer) Fresko „Bacchusopfer“
- Vatikanische Museen, Sala della Freskos: „Apollo und die Musen“, Apollo und Marsyas und weitere Szenen (1782–1787)
- Sant’Eustachio, Rom: Dekoration der Marienkapelle: „Flucht nach Ägypten“ und „Ruhe auf der Flucht“
- Dom von Città di Castello: Dekoration der Kuppel und der Seitengewölbe, “Christus”, “Madonna und S. Floridus”, „Szenen aus dem Leben des S. Floridus und Crescentianus“ sowie personifizierte Darstellungen von Tugenden, Kirche und Religion.
- Museo Pio Clementino, Rom (Musensaal): Szenen um Apoll, Marsyas, die sieben Weisen, Merkur Homer, Aeschylos und Pindar.
- Palazzo del Governo in Ascoli Piceno: Freskendekoration
- Fine Art Museums of San Francisco: Allegorische Figur, Kreide und Aquarell